# Ojai
Ojai är en stad (city) i Ventura County, i delstaten Kalifornien, USA. Enligt United States Census Bureau har staden en folkmängd på 7 537 invånare (2011) och en landarea på 11,4 km².